# Ermitage du frère Joseph
L’ermitage du frère Joseph est un ermitage situé sur le territoire de la commune française de Ventron dans le département des Vosges.
L'édifice est constitué d'une petite chapelle et de l'habitation de l'ermite frère Joseph Formet qui y vécut au XVIIIe siècle, né dans la Haute-Saône en 1724 et mort en 1784 après plus de 30 ans de recueillement sur une hauteur de Ventron.

## Histoire
Les habitants de la vallée de Ventron parviennent à fixer durablement l’ermite sur leur territoire en construisant pour lui un abri et un oratoire en un lieu appelé Les Buttes, à 900 m d’altitude. Pierre-Joseph Formet s’y installe en juin 1751 et y restera durant 33 ans, jusqu’à sa mort. En 1757, les bâtiments en bois sont remplacés par une construction en pierre, l’ermitage tel qu’il se présente encore aujourd’hui, comprenant chapelle et cellules d’habitation. 

Vues historiques.
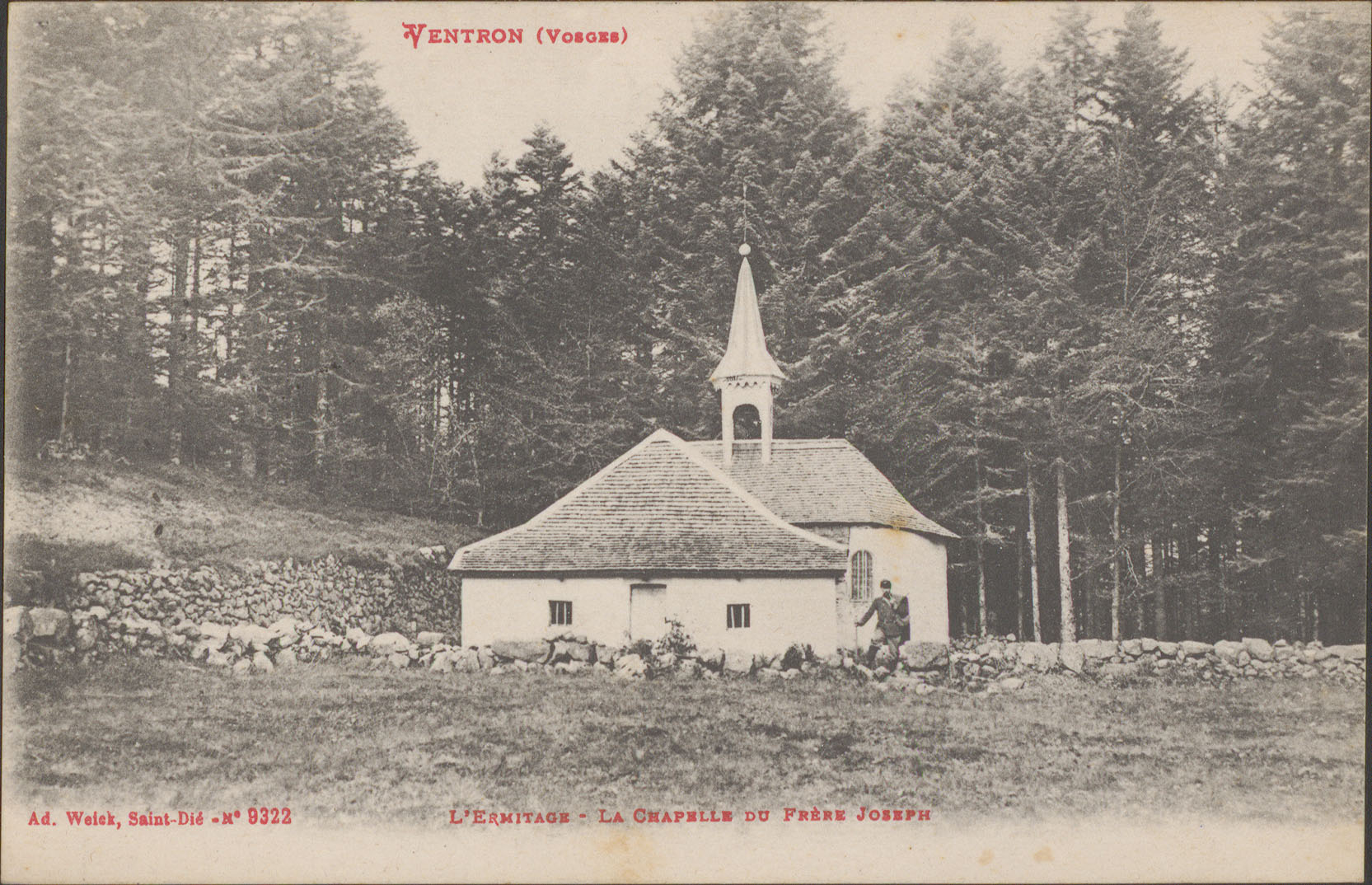
La chapelle.
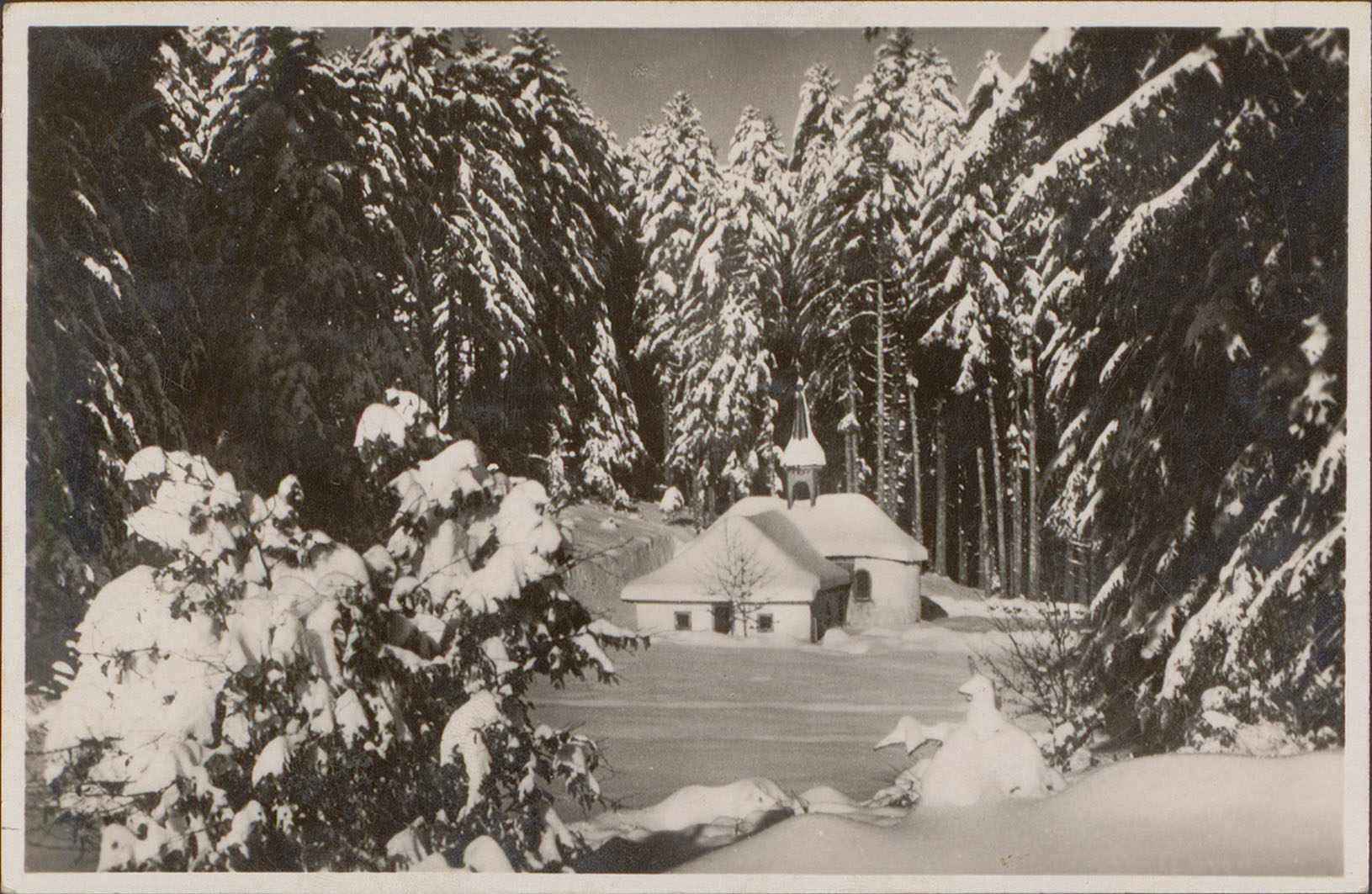
La chapelle en hiver.
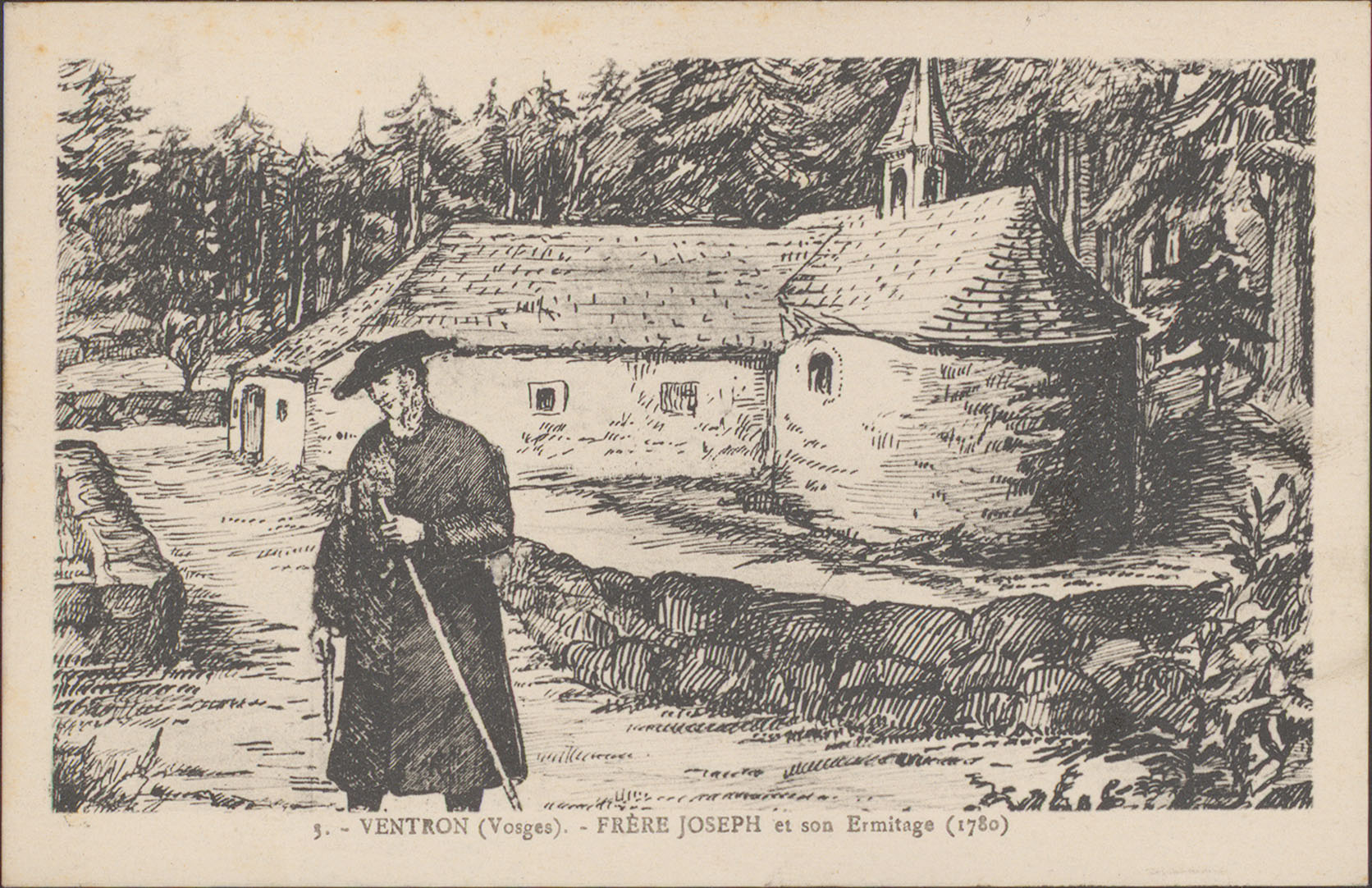
Frère Joseph (gravure de 1780).

## Station de ski
La station de ski Frère-Joseph se trouve à proximité, fermée et rachetée, elle pourrait rouvrir à l'hiver 2024 ou 2025 si les conditions sont propices et les travaux de réaménagement terminés.

## Protection
L'ermitage est inscrit au titre des monuments historiques par arrêté du 5 avril 1993.